# Atletiek op de Paralympische Zomerspelen 2024 - 400 m mannen T52
De 400 meter voor mannen klasse T52 op de Paralympische Zomerspelen 2024 vond plaats van op 30 augustus in het Stade de France. Deze klasse is voor atleten met onderbreking van de zenuwen in de hogere delen van de rug, aanzienlijk verminderde of geen rompfunctie en minimale of geen beenfunctie en daarom gebruik maken van een Wheeler (racerrolstoel). Duwkracht komt vanuit de ellebogen en lijkt bijna normaal, Aangepaste handschoenen worden gebruikt om de grip te compenseren. Titelverdediger was Tomoki Sato uit Japan. De finale werd gewonnen door Maxime Carabin uit de België, de Japanner Tomoki Sato behaalde het zilver en zijn landgenoot Tomoya Ito won de bronzen medaille.

## Records
Voorafgaand aan het toernooi waren dit het wereldrecord en het Paralympisch record.
| Wereldrecord        | België Maxime Carabin | 52.00 | Sharjah | 6 february 2024 |
| Paralympisch record | Japan Tomoki Sato     | 55.39 | Tokio   | 27 august 2021  |

### Series
De eerste drie van beide series kwalificeerden zich direct voor de halve finales. Van de overgebleven atleten kwalificeerden bovendien de twee snelsten zich voor de halve finales.

#### Serie 1
| Rang | Baan | Naam               | Naam | Tijd    | Bijz. |
| ---- | ---- | ------------------ | ---- | ------- | ----- |
| 1    | 3    | Maxime Carabin     | BEL  | 54.48   | Q, PR |
| 2    | 5    | Fabian Blum        | SUI  | 1:04.08 | Q     |
| 3    | 4    | Salvador Hernández | MEX  | 1:05.71 | Q     |
| 4    | 6    | Jerrold Mangliwan  | PHI  | 1:05.79 | q     |
| 5    | 7    | Tatsuya Ito        | JPN  | 1:09.55 |       |

#### Serie 2
| Rang | Baan | Naam                           | Naam | Tijd    | Bijz. |
| ---- | ---- | ------------------------------ | ---- | ------- | ----- |
| 1    | 3    | Tomoki Sato                    | JPN  | 58.04   | Q     |
| 2    | 7    | Tomoya Ito                     | JPN  | 1:00.42 | Q     |
| 3    | 4    | Leonardo de Jesús Pérez Juárez | MEX  | 1:03.14 | Q     |
| 4    | 5    | Anthony Bouchard               | CAN  | 1:05.98 | q     |
| 5    | 6    | Beat Bösch                     | SUI  | 1:06.65 |       |
| 6    | 8    | Sam McIntosh                   | AUS  | 1:10.33 |       |

### Finale
| Rang   | Baan | Naam                           | Naam | Tijd    | Bijz. |
| ------ | ---- | ------------------------------ | ---- | ------- | ----- |
| Goud   | 5    | Maxime Carabin                 | BEL  | 55.10   |       |
| Zilver | 6    | Tomoki Sato                    | JPN  | 56.26   |       |
| Brons  | 7    | Tomoya Ito                     | JPN  | 1:01.08 |       |
| 4      | 9    | Leonardo de Jesús Pérez Juárez | MEX  | 1:03.43 |       |
| 5      | 8    | Fabian Blum                    | SUI  | 1:03.71 |       |
| 6      | 2    | Anthony Bouchard               | CAN  | 1:04.09 |       |
| 7      | 4    | Salvador Hernández             | MEX  | 1:04.32 |       |
| 8      | 3    | Jerrold Mangliwan              | PHI  | 1:04.55 |       |